# Enkapune Ya Muto
Enkapune Ya Muto, anche conosciuto come Twilight Cave, è un sito archeologico preistorico situato nella Rift Valley del Kenya. La sua importanza è dovuta al fatto che nel sito sono stati ritrovati reperti archeologici che appartengono ad un periodo molto ampio che va dalla metà del Pleistocene superiore all'inizio dell'Olocene.
Enkapune Ya Muto si trova in una grotta ad un'altitudine di 2400 m. slm sul Mau Escarpment sul versante orientale dei Monti Mau. Enkapune si trova in prossimità di molte importanti fonti di ossidiana nel bacino di Naivasha e praticamente tutti i manufatti in pietra sfaldata presenti qui sono stati realizzati con questo materiale.
Il sito è stato scavato nel 1982 e 1987 dall'archeologo americano Ambrose Stanley. Al livello più basso dello scavo sono stati ritrovati i manufatti più antichi, datati oltre 41.000 BP e appartenenti a diverse culture del Middle Stone Age (MSA).

Al di sopra di tale strato sono stati ritrovati reperti attribuibili alla cultura eburrana (fase IV e V) e ad altre culture del Later Stone Age (LSA) di cui i reperti e materiale organico più antico risale a 39.000 BP e il più recente a circa 3.000 BP. Gli ultimi strati, i più giovani, mostrano tipici strumenti in pietra e ceramiche appartenenti alla cultura di Elmenteita datate 2.600 BP e al di sopra ceramiche della tradizione Lanet appartenenti alle Età del ferro. Il limite fra Elmenteita ed Età del ferro è datato 1.295 BP.
Successivamente agli scavi, usando le tecniche della Idratazione dell'ossidiana per la datazione precisa dei reperti delle industrie litiche del pleistocene e valutando i tassi di deposizione annua dei sedimenti di tefra e cenere vulcanica Ambrose e i suoi colleghi hanno valutato che la migliore stima dell'età dell'inizio del LSA, e quindi della transizione MSA/LSA, è probabilmente circa 50.000 BP.